# Zahrensdorf
Zahrensdorf ist ein Ortsteil der Gemeinde Kloster Tempzin im Norden des Landkreises Ludwigslust-Parchim in Mecklenburg-Vorpommern (Deutschland).

## Geografie und Verkehr
Zahrensdorf liegt im Norden des Landkreises Ludwigslust-Parchim entlang des Mühlenbaches. Im Nordosten des Ortsgebietes liegt der Tempziner See und im Norden der Große Steedersee. Im Westen grenzt Zahrensdorf an den Neuhofer See und im Süden an den Keezer See. Auf halber Strecke zwischen Neuhofer See und Tempziner See liegt das Feuchtgebiet Werdermoor. Höchster Punkt ist eine namenlose Anhöhe im Süden mit 67,2 m ü. HN.
Durch den Norden des Ortsgebietes führt die Bahnstrecke Bad Kleinen–Rostock, es gibt aber keinen Haltepunkt. Über die östlich gelegene B 192 erreicht man über den Anschluss Zurow (Entfernung 15 km) der Ostseeautobahn A 20 (Lübeck–Stettin). Die nächsten Städte sind mit Brüel (vier Kilometer) und Warin (sechs Kilometer) nicht weit entfernt.

## Geschichte
Zahrensdorf wurde 1238 und das Kloster Tempzin erstmals 1222 urkundlich erwähnt. Bis zum Jahre 1316 gehörte das Dorf Heinrich, Fürst von Mecklenburg, dann dem Geschlecht derer von Plessen. Von 1405 bis zur Säkularisation 1555 gehörte das Gebiet dem Kloster Tempzin. Von 1794 bis zum Zweiten Weltkrieg gehörte Zahrensdorf zum Großherzogtum Mecklenburg. 
Nach 1945 gehörte es erst zum Land Mecklenburg und dann von 1952 bis 1990 zum Bezirk Schwerin. Am 1. Juli 1950 wurde die Gemeinde Tempzin eingegliedert. Am 1. Januar 2016 wurde die Gemeinde Zahrensdorf aufgelöst. Sie bildete mit Langen Jarchow die neue Gemeinde Kloster Tempzin.

## Sehenswürdigkeiten
- Das Kloster Tempzin wurde vom Antoniter-Orden 1222 gegründet. Das gotische, zweigeschossige Präzeptoreigebäude (Warmhaus) von 1496, das Pflegehaus (Scheunenruine) und die Friedhofsmauer mit Portal stehen unter Denkmalschutz.
- Spätgotische Klosterkirche in Tempzin aus dem 16. Jahrhundert mit dreischiffigem Langhaus und einem einschiffigen langgestreckten, Chor mit polygonalen 5/8-Schluss.
- Hallenhaus in Zahrensdorf, Hauptstraße 3

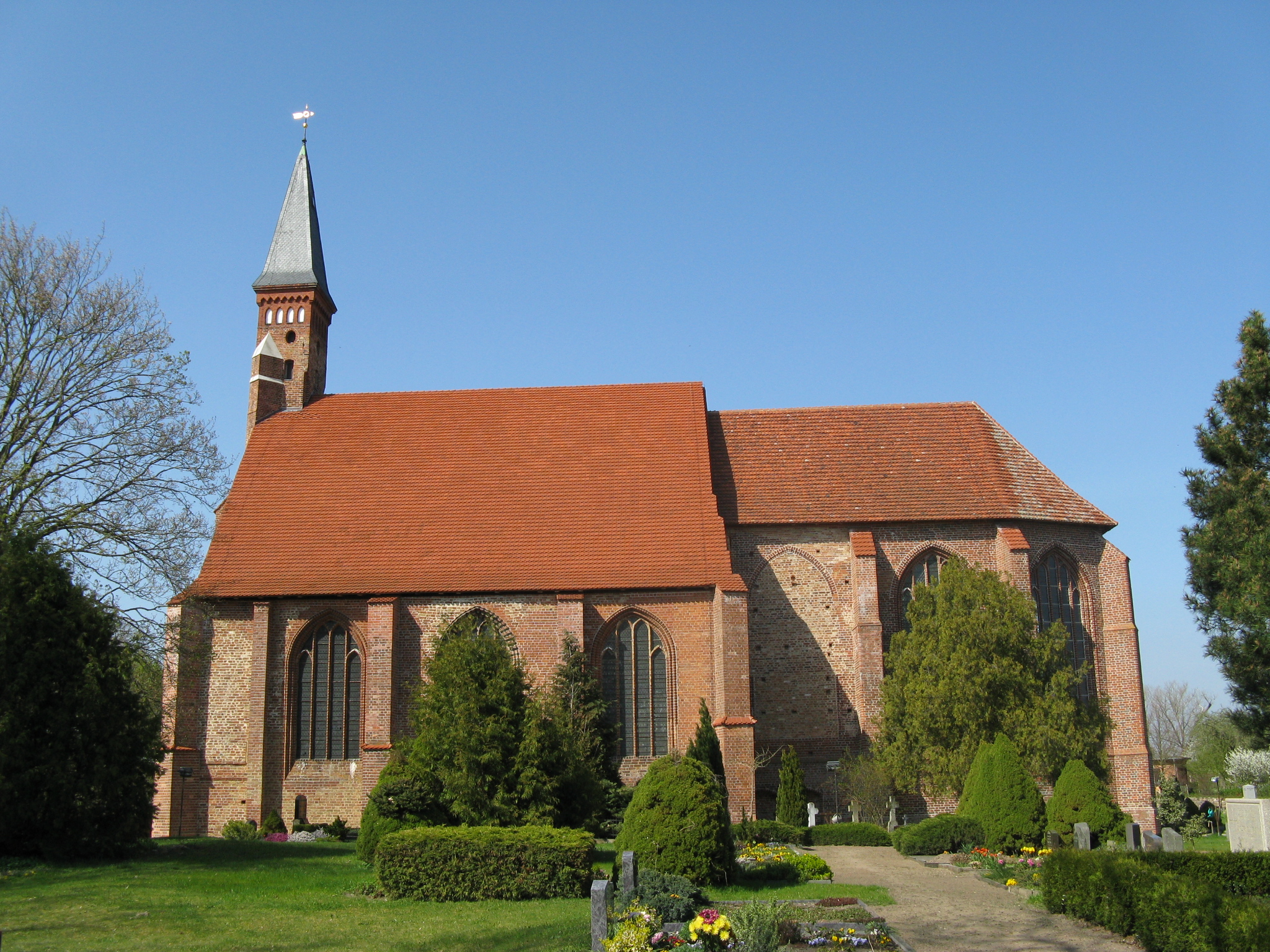
Klosterkirche in Tempzin
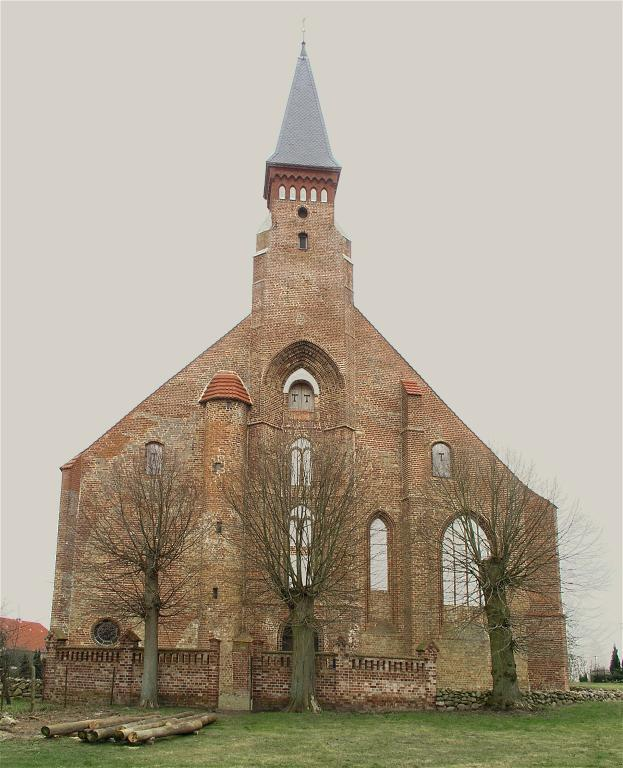
Giebel der Kirche Tempzin
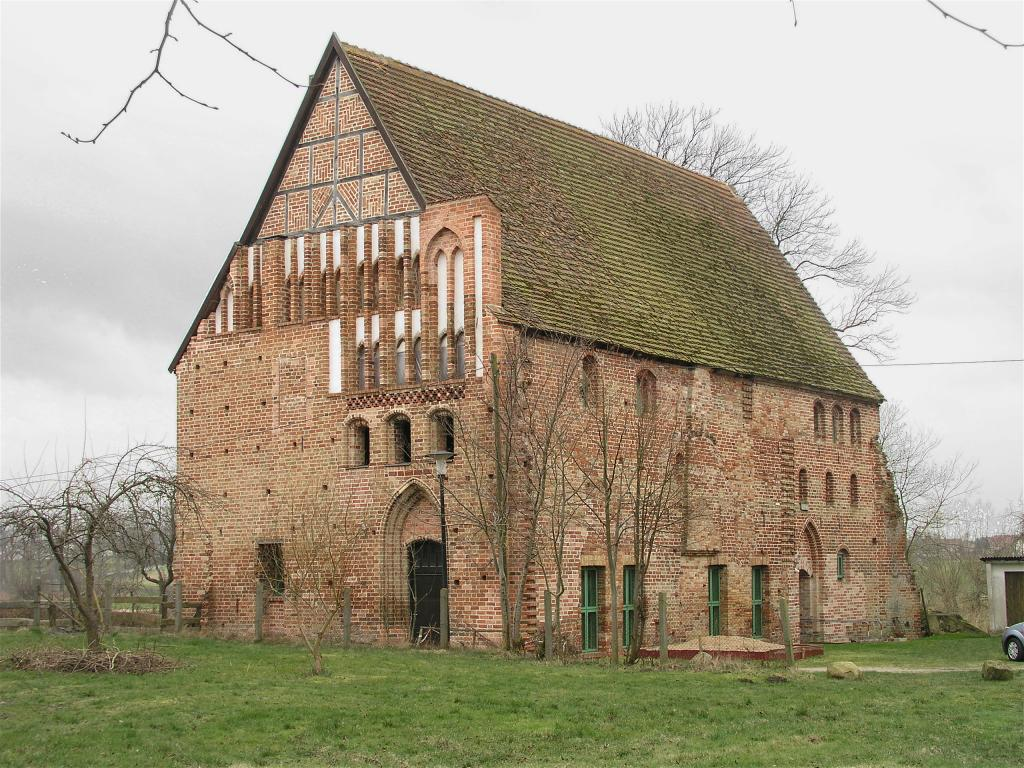
Warmhaus des Klosters